# Дом приказчиков (Новосибирск)
Дом приказчиков — двухэтажное здание в Центральном районе Новосибирска, построенное в 1900-х годах. Памятник архитектуры регионального значения.

## История
Дом был построен в 31-м квартале на участке № 8 в Центральной части города и принадлежал Анне Абрамовне Чернаковой.
В здании находилось Новониколаевское общество приказчиков, официально признанное в 1905 году.
В 1908 году в доме расположилась явочная квартира Обской группы РСДРП, при участии которой были реализованы различные политические акции Общества приказчиков.

## Описание
Южный фасад прямоугольного в плане деревянного здания с кирпичным цокольным этажом обращён к улице Чаплыгина. Четырёхскатная вальмовая крыша покрыта металлической кровлей. Фундамент дома ленточный кирпичный.
Бревенчатые стены рублены «в лапу», приблизительный диаметр брёвен — 24 см.
С западной стороны к основному объёму примыкает входной блок, в котором находится лестничная клетка.
Прямоугольные окна с двойными рамами обрамлены наличниками, фартук и лобовая доска которых декорированы накладной резьбой, в вертикальных полуколонках наличников использована техника токарной резьбы. На первом этаже главного фасада шесть окон, на втором — семь.
По углам дома размещены деревянные лопатки. Фасады по оси симметрии акцентированы щипцами, треугольные поля которых украшены розетками в виде «солнышка».
Фриз декорирован резьбой с растительным орнаментом, карниз — пропильной резьбой с геометрическим орнаментом, подзор карниза состоит из стилизованной бахромы с кистями.
По второму этажу главного фасада над входом расположен несимметричный фронтон, плоскость которого заполнена деревянной резьбой.
На главном фасаде здания размещена мемориальная доска.